# Cladistics
Cladistics (ang. kladystyka) – recenzowane czasopismo naukowe wydawane przez Willi Hennig Society. Ukazuje się co dwa miesiące od 1985 roku. Publikuje zarówno teoretyczne, jak i empiryczne prace dotyczące zoologii, botaniki, mikrobiologii, morfologii, genomiki, paleontologii, ontogenezy, biogeografii, ekologii i systematyki filozoficznej. Publikowane są artykuły regularne, przeglądowe, dyskusje, listy do edytorów oraz recenzje książek. W 2010 roku impact factor czasopisma wynosił 6,74, co na liście prowadzonej przez Institute for Scientific Information sytuowało je na czwartym miejscu spośród 45 notowanych czasopism dotyczących biologii ewolucyjnej. Wydania elektroniczne publikuje Wiley Online Library. Artykuły z „Cladistics” są indeksowane m.in. w Biological Abstracts, BIOSIS Previews, Current Abstracts, Journal Citation Reports/Science Edition, Science Citation Index oraz Science Citation Index Expanded, a także w Zoological Record.